# Philippe Lefebvre
Philippe Lefebvre  (* 2. ledna 1949 v Roubaix) je francouzský varhaník.
Začínal jako varhaník ve městě Marcq-en-Barœul, jeho profesorem na pařížské konzervatoři byl Pierre Cochereau. Studoval varhany, improvizaci a kompozici. V roce 1976 se stal titulárním varhaníkem katedrály v Chartres.